# Ala Fiódorova
Ala Fiódorova –en ruso, Алла Фёдорова– (1966) es una deportista rusa que compitió en halterofilia. Ganó una medalla de oro en el Campeonato Europeo de Halterofilia de 1995, en la categoría de 83 kg.

## Palmarés internacional
| Campeonato Europeo | Campeonato Europeo  | Campeonato Europeo | Campeonato Europeo |
| Año                | Lugar               | Medalla            | Categoría          |
| ------------------ | ------------------- | ------------------ | ------------------ |
| 1995               | Beer Sheva (Israel) | Medalla de oro     | 83 kg              |